# マリア (お笑いコンビ)
マリアは、日本のお笑いコンビである。サンミュージックプロダクション所属。

## メンバー
- イーちゃん（1974年12月26日（50歳） - ）
本名：鬼塚 和未（おにづか かずみ）
大阪市住之江区出身[1]。
身長165cm、体重53kg、血液型A型。
大阪府立大和川高等学校卒業。
2001年5月、リャン（兼重泰子）とのコンビ『イー☆リャン』を結成。イー☆リャンの所属事務所は、大阪を拠点に活動していた当時はケーエープロダクション、東京に拠点を移してからはオフィス北野に在籍。イー☆リャンでの芸名が「イー」だったことから、『イー☆ちゃん』としている[2]（元は「餃子の王将」でアルバイトしていたことが由来）。
イー☆リャン時代の2003年と2004年に、M-1グランプリで2年連続準決勝進出。
2008年12月23日にイー☆リャン解散。マリア結成までのしばらくの間はピン芸人で活動。
- サラマンダーゆみみ（1982年7月6日（42歳） - ）
埼玉県朝霞市出身[3]。
身長165cm、体重50kg、血液型B型。
デビューからマリア結成までの間は、ピン芸人で活動。
デビュー当時の芸名は、片仮名書きの『ユミミ』、その後平仮名書きの『ゆみみ』。
2004年のR-1ぐらんぷりにおいて、準決勝進出。
2017年、笑福亭茶光（笑福亭鶴光門下、元ヒカリゴケ・片山）と結婚[4]。
2022年7月24日、阿佐ヶ谷Loft Aで開催された「ゆみみ40祭」にて、「ゆみみ」から「サラマンダーゆみみ」への改名を発表[5]。

## 略歴
2009年4月26日、東京都杉並区の杉並区産業商工会館で行われた『お笑い無法地帯』において、「中谷小雪」（イー☆ちゃんが小雪、ゆみみが中谷美紀のそれぞれの物真似でネタを披露するということで付けられたコンビ名）で出演。同年6月からはコンビ名を「マリア」に改名。結成当初はフリーで活動。
2009年7月11日には、マリアと、変ホ長調、ミスアルプス（おーたに、湯川☆セイントセイヤ）の3組出演のプチ単独ライブ『〜Etude〜』（東京・新宿バイタス）を行った。
2009年9月頃は、うつのみや八郎が名付け親になった「ビジンズ」というコンビ名でも活動、この時は「うつのみや八郎一番弟子」とも名乗っていた。2009年9月27日には、スーパースターとのユニットライブ『顔面偏差値57』を東京・中野Vスタジオで行った。
2009年10月からサンミュージック所属となる。
2009年のM-1グランプリは、「中谷小雪」のコンビ名で出場、2回戦まで進出。
R-1ぐらんぷり2010では、2010年1月14日に2人とも大阪で出場、2人とも2回戦進出。イー☆ちゃんはR-1では初の2回戦進出となった。
2010年1月から、主催トークライブ『マリアの子宮（こみや）』（第1回：2010年1月26日）を行っている。
2010年5月19日に、初の単独ライブ『ドロだんご』（東京・新宿 Fu-）を行った。
イーちゃんが高須克弥（高須クリニック院長）の物真似をしている関係で、高須にマリアのスポンサーになってもらっている。
2018年1月に漫才協会に入会。2020年度漫才新人大賞本選進出、大賞受賞（優勝）。

## 芸風
コントでは、イーちゃんの朴訥とした口調（時々ネタ中に叫びが入る事もある）と、ゆみみのやや大きい声の口調などを入れた台詞を交えて演じていたこともある。コントのネタには「歌のレッスン」、「バーゲン」（音楽とリアクション中心）、海岸が舞台の設定のもの、「バカ姉妹」（ゆみみが姉役、イーちゃんが妹役）、「フォークデュオ」（『サウンド・オブ・サイレンス』（サイモン&ガーファンクル）をバックに流しながら、思いの丈を二人で叫ぶもの）など。
漫才では、ゆみみがイーちゃんの口調に合わせるような形で演じたこともあり、また、ゆみみがイーちゃんにネタの中でむちゃぶりをすることもある。イーちゃんには『スター・ウォーズ』に出て来そうなある生物の物真似という持ちネタがある。
「中谷小雪」として出演を始めた時は、中谷美紀、小雪になりきるキャラクターで漫才を演じていた。ブリッジとして、「VIERAにリンク」（イーちゃん）「お〜いお茶」（ゆみみ）という台詞を入れている（中谷、小雪がそれぞれ出演しているCMから）。なお、このネタはマリアのネタとして行い、定番ネタの一つともなっている。R-1ぐらんぷり2010では、イーちゃんは一人で小雪に扮してネタを演じていた。ゆみみが柴咲コウの物真似をレパートリーに入れてからは、柴咲の物真似のゆみみと小雪の物真似のイーちゃんのコンビで出演することもある。「中谷&小雪」「柴咲&小雪」の物真似の時は、「たたいて・かぶって・ジャンケンポン」、また「宴会芸」として「マシュマロキャッチ&キャッチ」「ピンポン玉キャッチ&キャッチ」「ヒゲダンス」などを演じるものがある。

## 出演
- もっと目からウロコ！プラス（MXテレビ）レギュラー
- グルニエ★少年少女（テレビ西日本）- 2010年1月28日深夜、ゆみみのみ
- BSブランチ（BS-TBS）- 2010年2月6日
- ぐるぐるナインティナイン（日本テレビ）- 2010年2月11日「やば荘」のコーナー
- エンタの神様 未公開ネタ大連発SP!!（日本テレビ）- 2010年3月6日 キャッチコピーは「ブラックな中谷小雪」。なお、ゆみみはピン芸人時代の2008年7月12日に、この番組の本編に出演している。
- あらびき団（TBSテレビ）- 2010年3月24日初出演
- ウケウリ!!（日本テレビ）
- お笑い××（チョメチョメ）ナイト（あっ!とおどろく放送局）- 第5週レギュラー
- サンミュージックGETライブが行く!!（iTSCOM）
- 笑う妖精（テレビ朝日）- 2010年6月12日深夜、イーちゃんのみ
- イツザイS（テレビ東京）- 2010年6月13日深夜「インディーズ芸人オーディション」
- 笑っていいとも!（フジテレビ）- 2010年9月10日「いますぐ使える!?ギャグマーケット」、2011年2月8日「ものまねバブルにのっかっちゃえ!マネマネマーケット」
- とんねるずのみなさんのおかげでした（フジテレビ）- 2010年9月23日、2010年12月23日「博士と助手〜細かすぎて伝わらないモノマネ選手権〜」
- ものまね新人ウォーズ（TBSテレビ）- 2010年10月4日
- 爆笑!ものまねウォーズ（TBSテレビ）
- いきなり!黄金伝説。（テレビ朝日）- 2011年2月10日
- 新世紀ネタキング決定戦（TOKYO MX）- 2011年3月10日
- 爆笑そっくりものまね紅白歌合戦スペシャル（フジテレビ）
  - 顔も声もご本人と一緒!爆笑そっくりものまね紅白歌合戦スペシャル3 - 2011年5月17日、ゆみみのみ。柴咲コウの物真似で、福山雅治の物真似のみっちーと共演、ドラマ『ガリレオ』の物真似を演じる。
  - ドリームチーム対抗!最強!!ものまね紅白!史上初の頂上決戦スペシャル - 2013年10月29日
- 『ぷっ』すま（テレビ朝日）- 「オレコツ!オークション」2011年5月24日
- フジテレビからの〜!（フジテレビ）- 2011年8月11日
- 世にも奇妙な物語　2012年　春の特別編（フジテレビ）- 2012年4月21日、イーちゃんのみ
- スクール革命!（日本テレビ）- 2012年12月9日
- 日10☆演芸パレード（毎日放送・TBS系）- 2013年3月24日、イーちゃんのみ
- 北野演芸館〜たけしが本気で選んだ芸人大集結SP〜（毎日放送・TBS系）- 2013年9月1日
- なでしこサンミュージック（2011年8月12日開始、ニコジョッキー） 月1金曜
- お願い!ランキング（テレビ朝日）- 2014年3月24日「年収100万円以下芸人 勝ち抜きネタバトル!切実!マネーリング!」
- マネまねSHOW TV〜IT'S SHOW TIME〜（千葉テレビ放送）
- ツギクルもん（フジテレビ）- 2016年3月12日、イーちゃんのみ「ババア流星群」のメンバーとして出演
- ものまねグランプリ（日本テレビ）- 2013年3月19日、ゆみみのみ初出演
- ウソのような本当の瞬間!30秒後に絶対見られるTV（テレビ東京）- イーちゃんのみ
- ウチのガヤがすみません!（日本テレビ）- 2017年5月24日初出演
- ブイ子のバズっちゃいな!（テレビ朝日）- 2020年12月25日、イーちゃんのみ[17]
- 新春!お笑い名人寄席2021（テレビ東京）- 2021年1月2日[18]
- 土曜スタジオパーク（NHK総合テレビジョン）- 2021年1月30日「ナイツ オススメ！旬の浅草芸人」コーナーに出演[19]
- そろそろにちようチャップリン（テレビ東京）- 2021年11月13日「「大入ナイツpresents 浅草芸人SP」[20]、2021年12月4日「女の戦いがここにある TEHハリセンボン杯」（優勝）[21]

この他メンバーそれぞれの出演については、イー☆リャン#出演経歴、ゆみみ (お笑い芸人)#出演の各節を参照。

### CM
- 日本宝くじ協会・ロト6 ※イーちゃんのみ
- 痛快!買い物ランド ショップ島（酵素青汁111選） ※イーちゃんのみ

### ドラマ
- ハジメとケンとセツ(2023年11月6日 - 12月25日、テレビ西日本) - 野次馬美・馬子 役